# Diarthrognathus
Diarthrognathus (в перекладі, «двосуглобова щелепа») — викопний рід трителедонтидових цинодонтів, відомий зі скам'янілостей, знайдених у ПАР та вперше описаний у 1958 році А. В. Кромптоном. Істота жила під час раннього юрського періоду, приблизно 200 мільйонів років тому. Він був хижим і маленьким, трохи меншим за Thrinaxodon, довжина якого становила менше ніж 50 сантиметрів.
Diarthrognathus має структуру щелепи, схожу як на ссавців, так і на більш базальні синапсиди. Його примітивний щелепний суглоб розташований між квадратною та суглобовою кістками, а його похідний щелепний ссавцевий суглоб розташований між плоскою та зубною кістками.
Суглобова та квадратна кістки еволюціонували, щоб стати двома кістками середнього вуха у ссавців. Перехід, показаний на прикладі Diarthrognathus, свідчить про те, що природний відбір віддавав перевагу тваринам із сильнішим укусом.
Колись Diarthrognathus вважався синонімом Pachygenelus. Однак у 1980 році нещодавно виявлені скам'янілості виявили достатні відмінності, щоб виправдати окремі роди.
Подвійний щелепний суглоб Diarthrognathus акуратно сполучає ранні синапсиди та ссавців, і таким чином спростовує твердження креаціоністів, таких як Дуейн Гіш, які вважали такий перехід неможливим. Цю «щелепу з подвійним суглобом» також можна побачити в інших похідних цинодонтів, таких як ранні форми ссавців.